# Nanobakterien
Nanobakterium (pl. Nanobakterien) ist die in den 1980er Jahren vorgeschlagene Bezeichnung für Strukturen wesentlich kleiner als die kleinsten bekannten Bakterien (etwa 200 nm bei Bakterien wie Mykoplasmen). Die Bezeichnung ist irreführend, weil bisher nicht nachgewiesen werden konnte, dass es sich dabei um lebensfähige Gebilde handelt.

## Entstehung des Begriffs
Im Jahr 1981 bezeichneten die Biologen Torrella und Morita in Meereswasser beobachtete 50-200 nm messende, zellartige Gebilde als Ultramikrobakterien. Morita verwendete 1988 dafür die Bezeichnung Nanobakterium. Obwohl elektronenmikroskopisch gewisse Strukturmerkmale von Bakterien nachgewiesen wurden, steht die Aufnahme in die Taxonomie der Bakterien noch aus. Der Geologe Robert L. Folk bezeichnete 1997 Strukturen mit einem Durchmesser von 10-200 nm, die er bei Untersuchungen von Erde und Gestein mit dem Elektronenmikroskop fand, als Nannobakterien (mit nn!), weil er vermutete, Urformen des Lebens entdeckt zu haben. Da auch in einem Mars-Meteoriten ähnliche Strukturen gefunden wurden, hoffte man, damit Leben auf dem Mars nachgewiesen zu haben. Der Begriff Nanobakterien wurde 1996 ebenfalls von Kajander et al. verwendet, die 50-500 nm messende Strukturen im Blut von Säugetieren beobachteten. Da diese Gebilde sich zu kalkhaltigen Schichten zusammenlagerten, vermutete man, den Erreger verkalkender Krankheiten (wie Nierensteine, Gallensteine oder Arteriosklerose) gefunden zu haben.

## Charakterisierung von Nanobakterien
Nachdem bei früheren Untersuchungen nie zweifelsfrei DNS nachgewiesen werden konnte, analysierten 2008 und 2009 mehrere Arbeitsgruppen Nanobakterien aus biologischem Untersuchungsmaterial als einen ungewöhnlichen Kristallwachstumsmechanismus aus Mineral-Fetuin-Komplexen. Dass es sich dabei um lebende Strukturen handeln könne, sei nach den Ergebnissen der Autoren ausgeschlossen.